# Benito Rincón López
Benito Rincón López ("Las Parotas" Cihuatlán, 1914 -Manzanillo 1989) fue un maestro, líder campesino y político mexicano, miembro del Partido Revolucionario Institucional.
Fue dos veces regidor en la ciudad de Manzanillo, Colima, diputado local en el Congreso de Colima, Presidente municipal de Manzanillo, Director de Ganadería del Gobierno del Estado, secretario general y fundador de la Vieja Guardia Agrarista. Actualmente la Escuela Secundaria de Santiago, lleva en su honor su nombre.
Murió el 26 de noviembre de 1989 en Manzanillo, Colima a los 75 años de edad.